# Skateredsjön
Skateredsjön är en sjö i Falkenbergs kommun i Halland och ingår i Ätrans huvudavrinningsområde. Sjön är 9,2 meter djup, har en yta på 0,0764 kvadratkilometer och befinner sig 110,9 meter över havet.

## Delavrinningsområde
Skateredsjön ingår i det delavrinningsområde (634926-132089) som SMHI kallar för Mynnar i Högvadsån. Medelhöjden är 146 meter över havet och ytan är 16,24 kvadratkilometer. Det finns inga avrinningsområden uppströms utan avrinningsområdet är högsta punkten. Skatebäcken som avvattnar avrinningsområdet har biflödesordning 3, vilket innebär att vattnet flödar genom totalt 3 vattendrag innan det når havet efter 58 kilometer. Avrinningsområdet består mestadels av skog (71 %) och sankmarker (11 %). Avrinningsområdet har 0,51 kvadratkilometer vattenytor vilket ger det en sjöprocent på 3,1 %.